# Anolis lyra
Espèce
Synonymes
- Norops lyra (Poe, Velasco, Miyata & Williams, 2009)

Anolis lyra est une espèce de sauriens de la famille des Dactyloidae.

## Répartition
Cette espèce se rencontre dans le centre de la Colombie et dans le nord-ouest de l'Équateur.

## Publication originale
- Poe, Velasco, Miyata & Williams, 2009 : Descriptions of two nomen nudum species of Anolis lizard from Northwestern South America. Breviora, no 516, p. 1-16 (texte intégral).